# Подрусановский
Подрусановский — поселок в Суворовском районе Тульской области в составе Юго-Восточного сельского поселения.

## География
Находится в западной части Тульской области на расстоянии приблизительно 19 км на юго-запад по прямой от города Суворов, административного центра района.

## История
В конце 1930-х годов здесь было отмечено 19 дворов.

## Население
Постоянное население составляло 15 человек (русские 100 %) в 2002 году, 11 в 2010.